# Житничка пшенична
Житничка пшенична, мортук пшеничний (Eremopyrum triticeum) — вид трав'янистих рослин з родини злакові (Poaceae), поширений у Євразії від Румунії до північного Китаю.

## Опис
Однорічна рослина 4–30 см заввишки. Колосся абсолютно голі, з мало ламкою віссю, 1–1.8 см завдовжки. Нижня квіткова луска 5–6 мм довжиною, з остюкоподібним закінченням до 1 мм завдовжки. Листкова пластина тонка, плоска, 1.5–8 × 0.2–0.3 см, обидві поверхні шершаві або рідко вкриті дрібним опушенням. Колоски тісно перекриваються, зелені, 6–10 мм, з 3–6 квіточками, голі. Колоскові луски ланцетні, 4–6 мм, товсто кілеві, голі, верхівки стрункі. Лема шершава, але перша лема ±вкрита дрібним опушенням, 5–6 мм, верхівка гостра або з коротким остюком 1–1.5 мм. Верхня квіткова луска коротша, ніж лема, верхівка 2-зубчаста.

## Поширення
Поширений у Євразії від Румунії до північного Китаю; натуралізований в Австралії, США, Канаді.
В Україні вид зростає на солончаках і солонцях, випасних степових ділянках, вигонах, на узліссях і в молодих посадках полезахисних лісових смуг, поблизу доріг і населених пунктів — у Лівобережному і півд. ч. Правобережного Степу, Степовому Криму, часто; в Правобережному, Лівобережному і Донецькому Лісостепу, зрідка.

## Використання
Кормова рослина.